# Ryszard Piotrowski
Ryszard Józef Jan Piotrowski (ur. 1952 w Łodzi) – polski prawnik, konstytucjonalista, doktor habilitowany nauk prawnych, profesor nadzwyczajny Uniwersytetu Warszawskiego.

## Życiorys
W 1975 ukończył z wyróżnieniem studia prawnicze na Wydziale Prawa i Administracji Uniwersytetu Warszawskiego i tam też rozpoczął pracę jako asystent. Jest nauczycielem akademickim Wydziału Prawa i Administracji UW, na którym w 1984 uzyskał stopień doktora nauk prawnych, a następnie w 2015 uzyskał stopień doktora habilitowanego nauk prawnych w zakresie prawa (specjalność: prawo konstytucyjne) na podstawie dorobku naukowego i rozprawy pt. Senat Stanów Zjednoczonych Ameryki. Struktura i funkcje. Pracuje na stanowisku profesora uczelni w Katedrze Prawa Konstytucyjnego UW. Jest autorem książek i artykułów poświęconych problematyce prawa konstytucyjnego, zagadnieniom tworzenia prawa oraz prawu konstytucyjnemu porównawczemu.
Należał do Polskiej Zjednoczonej Partii Robotniczej. Wchodził w skład zespołu pracowników Wydziału Prawa i Administracji Uniwersytetu Warszawskiego (w składzie: Arnold Gubiński, Teresa Gardocka, Leszek Garlicki, Ryszard Piotrowski i Michał Pietrzak), który w marcu 1981 przygotował pierwszy kompletny projekt ustawy o Trybunale Stanu.
Był członkiem zespołu doradców Generalnego Komisarza Wyborczego (1990), ekspertem w Biurze Studiów i Ekspertyz Kancelarii Sejmu (1995–1996), a także doradcą Prezesa Trybunału Konstytucyjnego (2008–2010), członkiem Biura Studiów i Analiz Sądu Najwyższego oraz doradcą I Prezes SN (2015–2018), jak również członkiem Zespołu Doradców ds. ochrony konstytucyjności prawa przy Marszałku Senatu (od 2020).
Jest uczestnikiem krajowych i międzynarodowych konferencji naukowych, prowadził także badania i wygłaszał wykłady na uniwersytetach amerykańskich. Był stypendystą American Council of Learned Societies, Consiglio Nazionale delle Ricerche i Senatu włoskiego.
Był nauczycielem akademickim w Wyższej Szkole Administracji Publicznej w Ostrołęce.
W 2017 został członkiem rady programowej Archiwum im. Wiktora Osiatyńskiego.
Został wybrany na członka Komitetu Nauk Prawnych Polskiej Akademii Nauk kadencji 2020–2023.
Bierze udział w różnych programach, audycjach i debatach dotyczących aktualnych wydarzeń w Polsce.

## Wybrane publikacje
- Pozycja ustrojowa sędziego, Warszawa: Wolters Kluwer, 2015.
- Senat Stanów Zjednoczonych Ameryki. Struktura i funkcje, Warszawa: Uniwersytet Warszawski, 2013.
- Polski ustrój państwowy, Warszawa: Wydawnictwa Szkolne i Pedagogiczne, 2000.
- Sejm of the Republic of Poland. Structure, Procedures, Functions, Warszawa: Interpaliamentary Relations Bureau, Chancellery of the Sejm, 1999.
- Spór o model tworzenia prawa, Warszawa: Państwowe Wydawnictwo Naukowe, 1988[12].

## Odznaczenia i nagrody
W 2014 został odznaczony Krzyżem Kawalerskim Orderu Odrodzenia Polski za „wybitne zasługi dla transformacji ustrojowej, za działalność na rzecz rozwoju polskiego parlamentaryzmu, za osiągnięcia w podejmowanej z pożytkiem dla kraju pracy zawodowej i działalności społecznej”.
W 2016 jego rozprawa habilitacyjna pt. Senat Stanów Zjednoczonych Ameryki. Struktura i funkcje uzyskała drugą nagrodę w LI Ogólnopolskim Konkursie „Państwa i Prawa” na najlepsze prace habilitacyjne i doktorskie z dziedziny nauk prawnych.
W 1. edycji konkursu dziennika „Rzeczpospolita” pn. „Prawnik roku” rozstrzygniętej w marcu 2017 uzyskał wyróżnienie w kategorii „prawnik-edukator” za „mądre, niekoniunkturalne tłumaczenie kwestii ustrojowo-konstytucyjnych, z zachowaniem dystansu do bieżących sporów politycznych”.